# Dale Earnhardt
Statistiques en NASCAR Cup Series
Dernière mise à jour : 5 novembre 2013 
Dale Earnhardt, né le 29 avril 1951 à Kannapolis en Caroline du Nord et mort le 18 février 2001 à Daytona Beach en Floride dans le dernier tour du Daytona 500, est un pilote automobile américain de National Association for Stock Car Auto Racing (NASCAR). vainqueur de sept titres des NASCAR Cup Series, connue alors comme Winston Cup Series.
Entre 1975 et 2001, le pilote américain, surnommé Ironhead (tête de fer) et the Intimidator (l'Intimidateur) pour son style de conduite agressif, a remporté 76 victoires et 26 pole positions en NASCAR. Membre du temple international de la renommée du sport automobile depuis 2006, il fait partie de la promotion inaugurale du NASCAR Hall of Fame (en) à sa création en 2010.

## Biographie

### Premières années
Ralph Dale Earnhardt naît le 29 avril 1951 dans la banlieue de Kannapolis en Caroline du Nord. Il est le troisième enfant de Martha Coleman et Ralph Earnhardt (en). Inspiré par son père, pilote automobile réputé en Caroline du Nord dans les années 1950, spécialiste des short tracks (petites pistes ovales), Dale affirme avoir toujours souhaité devenir pilote de course. Toutefois, Ralph n'a jamais aidé son fils à devenir pilote, voulant tester sa motivation. Afin de pouvoir se lancer dans la compétition, Dale quitte l'école très tôt et enchaîne les petits boulots. Il se marie avec Lantane Brown à 17 ans et devient père de famille,. Il divorce un an plus tard.
Au début des années 1970, il croise la route de son père sur les circuits, ce qui donne lieu à de féroces duels. Il se marie une deuxième fois, avec Brenda, la fille de son mécanicien Robert Gee. De cette union naîtra une fille prénommée Kelley et un garçon, Dale Junior.
Son père meurt d'une crise cardiaque en 1973 alors qu'il travaille sur un carburateur dans son garage. Ce drame décuple sa motivation, il se met à travailler jour et nuit et va jusqu'à emprunter le jeudi l'argent qui lui permettra de courir le week-end. Son mariage ne résiste pas à cette boulimie de travail. À 25 ans, le père de famille de trois enfants, marié et divorcé deux fois, travaille dans une usine de textile.
Agressif sur les pistes en terre de sa région, son habileté est remarquée et lui offre la possibilité de courir pour la première fois en Winston Cup Grand National. Sur le Charlotte Motor Speedway, il termine à une décevante 22e place. Malgré ce résultat, plusieurs amis du pilote plaident pour qu’il obtienne un volant pour disputer pour la saison. Lors des trois saisons suivantes, le jeune pilote dispute seulement huit courses et n'impressionne pas.
Il sera engagé par Rod Osterlund pour son premier championnat complet en 1979. En tête sur le circuit de Pocono, Dale Earnhardt heurte le mur au volant de Chevrolet, l’impact lui fracture les deux clavicules et le contraint à manquer quatre courses. Dale finit septième au classement général, s'offre une victoire à Bristol et obtient le trophée du « Rookie de l'année »,.

### Champion

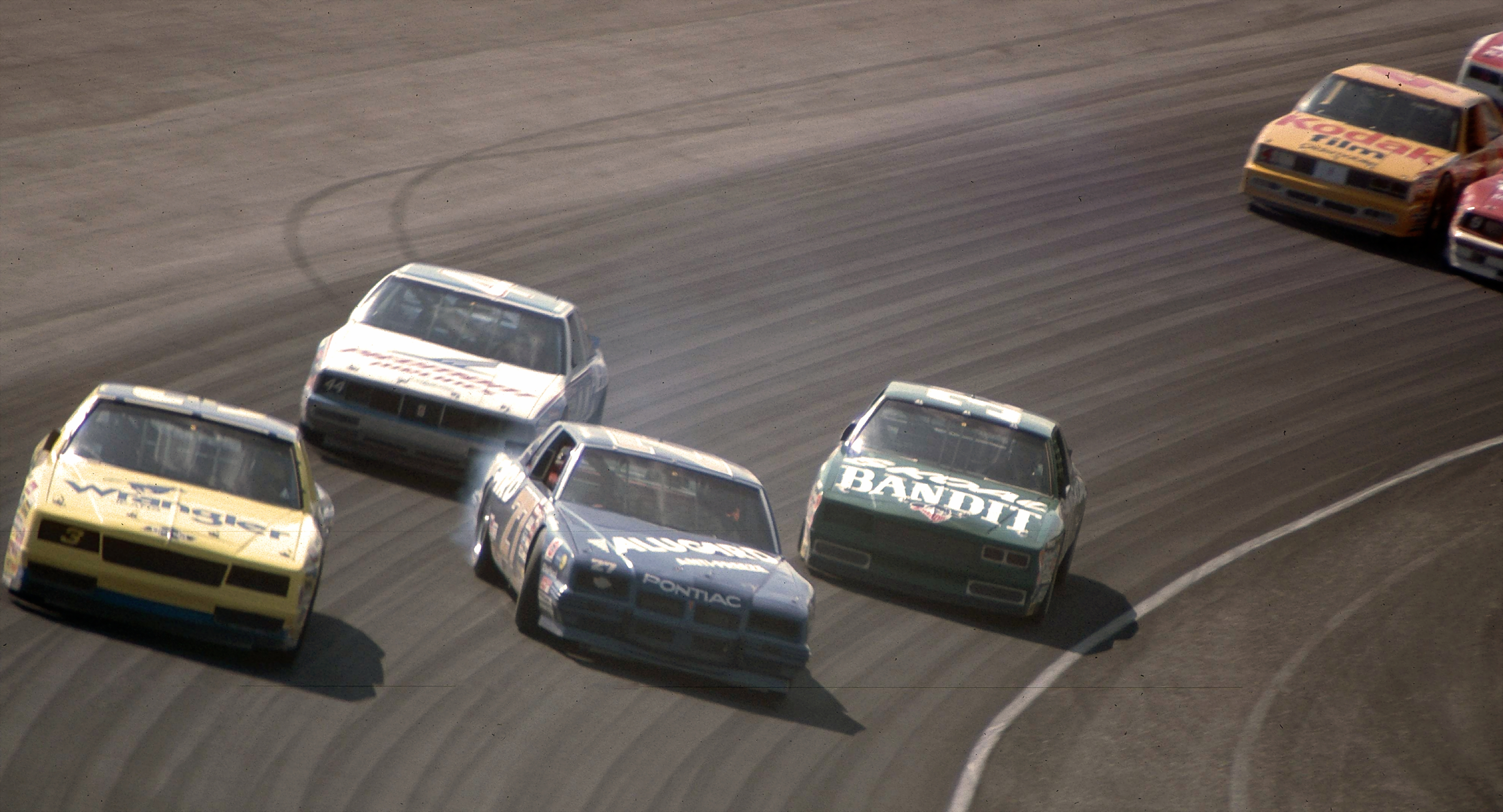
Dale Earnhardt (voiture jaune à gauche) à Dover en 1986.

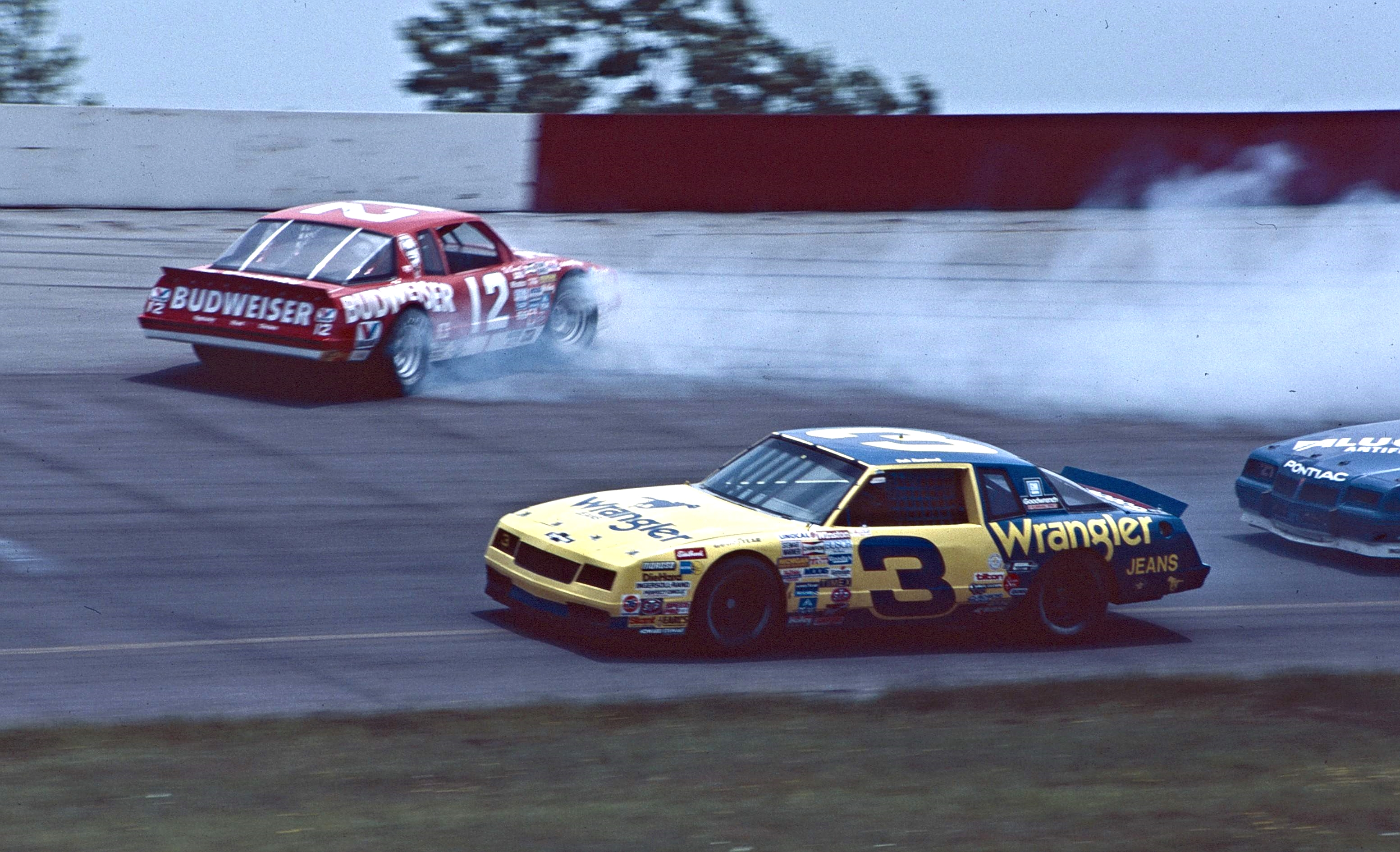
Neil Bonnett (no 12) part en tête à queue devant Dale Earnhardt (no 3).

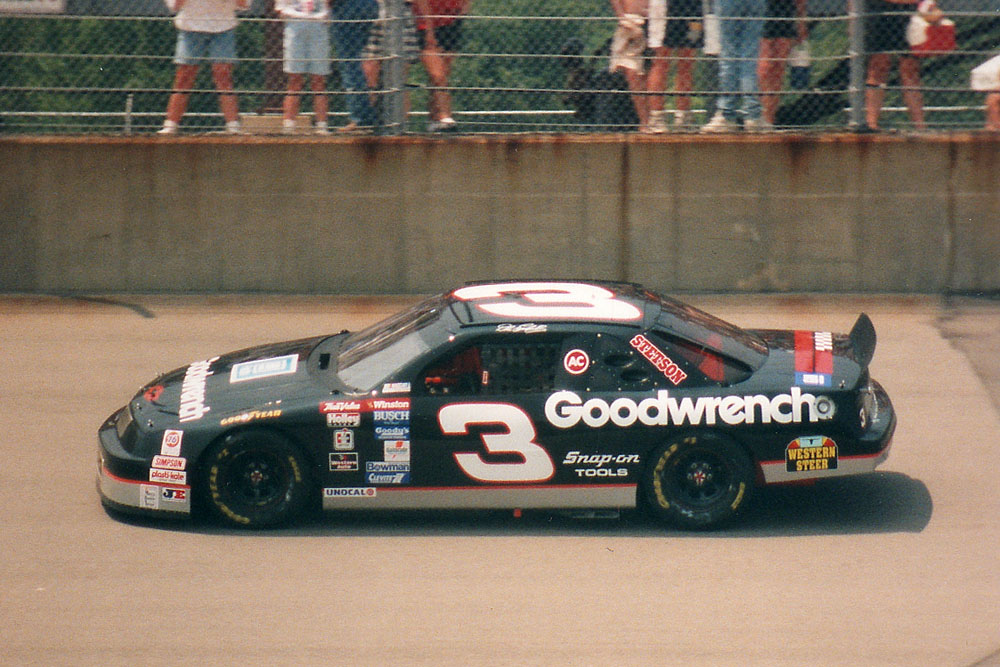
La voiture noire no 3 de Dale Earnhardt en 1994.

L'année suivante, Dale parvient à un résultat que personne n'a encore réussi : il remporte la Winston Cup dans la foulée de son titre de meilleur Rookie, signant, au passage, cinq victoires en championnat. En seulement deux ans, il s'est imposé comme le chef de la nouvelle vague de pilotes. Cependant, en 1981, Rod Osterlund vend son écurie. Il va rejoindre Ford avec l'écurie de Bud Moore, mais bien peu de temps puisqu'en 1984 il rejoint l'écurie de Richard Childress (en) qui vient lui-même de mettre fin à sa carrière de pilote.
Dale Earnhardt remporte les 500 miles de Talladega en 1984, devenant le premier pilote à gagner deux années de suite sur ce circuit. Cette association fructueuse qui durera jusqu'au bout rapportera 67 victoires et six couronnes supplémentaires de champion, en 1986, 1987, 1990, 1991, 1993 et 1994.
En 1987, Earnhardt domine le début du championnat, remportant cinq des sept premières courses, s'inclinant à Daytona sur un arrêt au stand raté en fin de course et à Atlanta sur un problème électrique.
Ses sept championnats le portent à égalité avec Richard Petty, mais la comparaison s'arrête là tant leur personnalité est différente. Petty était aimé de tous, il incarne encore maintenant l'esprit de la NASCAR, alors que Dale est détesté d'une partie du public en raison de son pilotage agressif qui lui valut son surnom : « The Intimidator » (« L'intimidateur »). La plupart avouent que la simple présence de Dale derrière eux les déstabilise, en effet, en fin de course Dale n'hésitait pas à bousculer les autres pilotes afin de passer devant. Pour certaines personnes, Dale rendait la Nascar plus attrayante, il était sévère dans sa manière de piloter et beaucoup de gens trouvaient son charisme et son pilotage extraordinaire.
En 1998, Dale Earnhardt remporte lors sa vingtième tentative les Daytona 500. Il met fin à une série de déceptions de fin de course, de la panne de course en 1986, d'un pneu crevé dans le dernier tour après avoir roulé sur des débris en 1990, de duels perdus face à Dale Jarrett en 1993 et 1996 à la place de dauphin de Sterling Marlin en 1995.
En octobre 2000, à Talladega, il parviendra à remonter de la 18e place en seulement trois tours et à s'adjuger la victoire.

### Mort en course
Le 18 février 2001, quelques secondes avant de remporter les Daytona 500 en tant que propriétaire, Dale Earnhardt heurte le mur de face dans le dernier virage de la course, le virage 4 de la Daytona International Speedway. Victime d'une fracture du crâne, il est transporté à l'hôpital d'Halifax avec son fils où il est déclaré mort moins d'une demi-heure plus tard,.
Le président de la NASCAR Mike Helton (en) déclare sa mort dans une triste après-course. Michael Waltrip, vainqueur de la course au volant d'une Dale Earnhardt Incorporated, devant son coéquipier Dale Earnhardt Jr., apprend la nouvelle pendant la célébration. Son frère Darrell Waltrip, ancien pilote et grand ami de Dale, est aux commentaires de la course pour la télévision américaine.
Dale Earnhardt Sr. est le quatrième pilote de NASCAR à mourir en moins d'un an, après Adam Petty en mai, Kenny Irwin Jr. (en) en juillet et Tony Roper (en) en octobre 2000. Ce drame soulève une polémique sur la sécurité du sport automobile, accentuée par les conséquences de l'enquête sur l'accident qui indique que sa ceinture de sécurité a été retrouvée cassée sur le côté gauche, probablement par l’installation modifiée effectuée sur instruction du pilote pour son confort, provoquant le choc fatal de la poitrine et de la tête du pilote sur son volant. Le système HANS devient obligatoire en NASCAR en 2002.

## Son fils
Dale Earnhardt Jr. participe au même championnat NASCAR, jusqu'en 2007 au volant d'une Chevrolet Monte-Carlo rouge Budweiser no 8 (ce même no 8 qui était arboré par Ralph Earnhardt) propriété de l'écurie Dale Earnhardt Incorporated maintenant gérée par Teresa Earnhardt, troisième épouse de Dale. Depuis 2008, il court pour Hendrick Motorsports sous le numéro 88. Il prend sa retraite en 2017, mais ne s'éloigne pas du monde de la NASCAR en participant à quelques courses dans les divisions inférieures (Xfinity Series et Truck Series) et en étant analyste pour NBC (diffuseur de la seconde partie de la Saison, FOX diffusant la première moitié et NBC la deuxième).

## Adaptation au cinéma
En 2004, la vie de Dale Earnhardt a été transposée au cinéma avec le biopic 3: The Dale Earnhardt Story (en). L'acteur Barry Pepper (La Ligne Verte, Il Faut Sauver le Soldat Ryan) interprète le champion américain dans ce film critiqué pour ses nombreux anachronismes. On y voit notamment Dale Earnhardt finir 4e des Daytona 500 de 1979 (en) sur une Chevrolet Monte-Carlo, alors qu'en vrai, il termina 8e sur une Buick Regal.

## Sources
- Christian Courtel, Il était une fois la Nascar : Des good ol'boys aux golden boys, Chronosports, 2003  (ISBN 978-2-8470-7004-0)